# Abu Muslim at-Turkumani
Abu Muslim at-Turkumani, wł. Fadil Abd Allah al-Hijali, posługiwał się również pseudonimem „Hadżi Mutazz” (zm. prawdopodobnie 18 sierpnia 2015) – iracki terrorysta, jeden z przywódców Państwa Islamskiego.

## Życiorys
Pochodził z Tall Afar.
Był oficerem armii irackiej w stopniu podpułkownika, służył w irackich służbach specjalnych. Po inwazji amerykańskiej na Irak i obaleniu rządów Saddama Husajna znalazł się w amerykańskim więzieniu Camp Bucca. W Państwie Islamskim at-Turkumani był zastępcą samozwańczego kalifa Ibrahima (Abu Bakr al-Baghdadi), zarządzającym zagarniętymi przez terrorystów terytoriami Iraku. Stał również na czele kilkuosobowej rady opracowującej wojskową strategię Państwa Islamskiego.
Kilkakrotnie podawane były informacje o jego śmierci podczas międzynarodowej interwencji przeciwko Państwu Islamskiemu - w listopadzie i w grudniu 2014, a następnie w sierpniu 2015.